# Октябрьский (Киреевский район)
Октябрьский — посёлок (в 1951—2005 гг. — посёлок городского типа) в Киреевском районе Тульской области России.
В рамках административно-территориального устройства входит в Октябрьский сельский округ Киреевского района, в рамках организации местного самоуправления входит в городское поселение город Киреевск.

## География
Расположен в 5 км к северо-востоку от города Киреевска.

## Население
| 1959 | 1970  | 1979  | 1989  | 2002  | 2010  | 2021  |
| ---- | ----- | ----- | ----- | ----- | ----- | ----- |
| 9735 | ↘6872 | ↘5492 | ↘4368 | ↘3358 | ↘3281 | ↘3159 |

## История
Возник как посёлок при угольной шахте. В 1951 году Октябрьский получил статус посёлка городского типа (рабочего посёлка). В 2005 году преобразован в сельский населённый пункт как посёлок.